# Bolbogonium pseudopunctatissimus
Bolbogonium pseudopunctatissimus is een keversoort uit de familie cognackevers (Bolboceratidae). De wetenschappelijke naam van de soort werd in 1977 gepubliceerd door Jan Krikken.